# Sima Sami Bahous
Sima Sami Bahous (n. 26 de junio de 1956) es una diplomática jordana que se desempeñó como Representante Permanente de Jordania ante las Naciones Unidas desde agosto de 2016. Actualmente es la Directora Ejecutiva de ONU Mujeres, puesto que asumió en septiembre de 2021.

## Temprana edad y educación
Bahous nació en junio de 1956. Tiene una licenciatura en literatura inglesa de la Universidad de Jordania, una maestría en literatura y teatro de la Universidad de Essex y un doctorado en comunicaciones y desarrollo de la Universidad de Indiana . Su disertación se tituló «Política de comunicación y planificación para el desarrollo: The Jordan Television Corporation: un estudio de caso (1988)».

## Carrera profesional
Bahous fue jefa de comunicaciones de la UNICEF en Amán de 1994 a 1995 y asesora de desarrollo en la Organización Mundial de la Salud en Saná de 1996 a 1997. Regresó a Jordania en 1997 para desempeñarse como Directora Ejecutiva de las Fundaciones del Rey Hussein y Noor Al Hussein hasta 2001, antes de convertirse en jefa de medios e información en la Corte Real Hachemita y asesora del Rey Abdullah.
Bahous también se desempeñó como jefa del Consejo Superior de Medios en Jordania de 2005 a 2008. De 2008 a 2012 fue Secretaria General Adjunta de la Liga de los Estados Árabes en El Cairo.
En 2012, Bahous se desempeñó como Subsecretaria General del Programa de las Naciones Unidas para el Desarrollo y como Administradora y Directora de la Oficina Regional del PNUD para los estados árabes. En agosto de 2016, fue nombrada Embajadora Permanente de Jordania ante las Naciones Unidas en Nueva York, en sustitución de Dina Kawar, que fue nombrada embajadora de Jordania en Estados Unidos.
El 30 de septiembre de 2021 Bahous fue nombrada como la nueva directora ejecutiva de ONU Mujeres.

## Publicaciones
- Bahous, Sima (1 de abril de 2014). «Creating Opportunities for Youth — The Way Forward for the Arab World». Huffington Post (en inglés).
- Bahous, Sima (31 de marzo de 2015). «New momentum in response to the Syria crisis: We must seize the moment». Ahram (en inglés).
- Bahous, Sima (5 de noviembre de 2015). «Saving lives, preserving dignity, and securing the future in Syria» (en inglés). UNDP. Archivado desde el original el 10 de noviembre de 2017. Consultado el 7 de noviembre de 2021.
- Bahous, Sima. «Water More Important Than Oil for the Future of the Arab World». Huffington Post (en inglés).